# Nils Odemark
Sven Nils Odemark, född 18 januari 1899 i Adolf Fredriks församling, död 15 december 1989 i Oscars församling, Stockholm, var en svensk civilingenjör. Han var specialiserad inom vägteknik och verksam som avdelningschef vid Statens väginstitut. En mycket stor andel av alla doktorsavhandlingar och tekniska handböcker inom bärighetsgenren, skrivna efter år 1950, innehåller referenser till Odemarks verk.
Nils Odemark undersökte under 1940-talet elasticitetsegenskaperna hos flexibla och styva vägöverbyggnader, både på friktionsmaterial (främst sand) och på kohesionsmaterial så som lera. Odemark konstaterade att jordmaterialen efter upprepad av- och pålastning betedde sig i huvudsak elastiskt, såvida de inte överbelastades. 
Utifrån sina studier av vägmaterialens elasticitet utvecklade han en teori för dimensioneringsberäkning av vägöverbyggnader. Odemarks "Ekvivalentmetod" innebär att beräkningsmässigt ersätta vägkroppens olika skikt med ett lager vars fiktiva tjocklek varieras tills det får samma styvhet som undergrunden. Den enklaste modellen utgörs av två skikt. Undergrunden anses ha oändligt djup och enhetlig elasticitetsmodul (E-modul; styvhetsmodul). Metoden syftar till att omvandla tjockleken för överbyggnaden (bundna och obundna material), till en ekvivalent fiktiv tjocklek med samma E-modul som undergrunden. Den fiktiva tjockleken beräknas genom förhållandet mellan de två skiktens E-moduler. För att det styvare övre lagret, med högre E-modul, ska kunna representeras av ett ekvivalent lager med lägre styvhet, måste ökningen av skiktets tjocklek motsvara minskningen av dess E-modul. Beräkningar genomförs avseende nedsjunkning och krökningsradie under trafiklast. Dessa beräkningar utförs med Boussinesqs ekvationer.
Odemark anses allmänt vara den som introducerade elasticitetsteorin inom vägtekniken. År 1977 utsågs Odemark till hedersdoktor vid Kungliga Tekniska högskolan.